# Marianna Madia
Maria Anna Madia, també coneguda com a Marianna Madia (Roma, 5 de setembre de 1980) és una política italiana del Partit Democràtic que ha exercit els càrrecs de diputada entre el 2008 i el 2013 i des del 2013. En el mandat parlamentari de la dissetena Legislatura, és ministra de l'administració publica i de la simplificació en el govern de Matteo Renzi.
El seu pare és el periodista i actor Stefano Madia. Es diplomà al Lycée Chateaubriand de Roma amb la menció de «bé». Formada en Ciències polítiques. La primera vegada que Madia participa en política és el 2008, quan fou convidada afiliar-se pel secretari del PD Walter Veltroni.
El 8 d'abril 2014, essent ministra, va ser mare d'una nena.

## Publicacions
Ha publicat nombrosos articles a l'AREL (Agenzia di Ricerche e Legislazione) fundada per l'economista Nino Andreatta, i un parell de llibres:
- Un welfare anziano. Invecchiamento della popolazione o ringiovanimento della società?, com a coautora (Ed. Il Mulino, 2007)
- Precari. Storie di un'Italia che lavora, amb pròleg de Susanna Camusso (Rubbettino, 2011, ISBN 884982940X)